# Naturbahnrodel-Junioreneuropameisterschaft 1982
Die 9. FIL-Naturbahnrodel-Junioreneuropameisterschaft fand vom 30. bis 31. Januar 1982 in Fénis/Chambave im Aostatal in Italien statt. Die italienische Mannschaft gewann alle neun Medaillen.

## Einsitzer Herren
| Platz | Name              | Zeit |
| ----- | ----------------- | ---- |
| 01    | Alexander Lageder | ?    |
| 02    | Andreas Jud       | ?    |
| 03    | Ernst Oberhammer  | ?    |
| 04    | Almir Betemps     | ?    |
| 05    | Arnold Lunger     | ?    |
| 06    | Manfred Gräber    | ?    |
| 07    | Willi Danklmaier  | ?    |
| 08    | Ezio Marlier      | ?    |
| 09    | Franz Gruber      | ?    |
| 10    | Georg Eberharter  | ?    |

30 Rodler kamen in die Wertung.

## Einsitzer Damen
| Platz | Name                   | Zeit |
| ----- | ---------------------- | ---- |
| 01    | Edeltraud Oberhammer   | ?    |
| 02    | Helga Pichler          | ?    |
| 03    | Irmgard Lanthaler      | ?    |
| 04    | Brigitte Weißensteiner | ?    |
| 05    | Ingeborg Innerhofer    | ?    |
| 06    | Elke Melcher           | ?    |
| 07    | Fulvia Dalbard         | ?    |
| 08    | Sieglinde Winkler      | ?    |
| 09    | Anita Blüm             | ?    |
| 10    | Ida Huber              | ?    |

13 Rodlerinnen kamen in die Wertung.

## Doppelsitzer
| Platz | Name                                   | Zeit |
| ----- | -------------------------------------- | ---- |
| 1     | Andreas Jud – Ernst Oberhammer         | ?    |
| 2     | Alexander Lageder – Harald Steinhauser | ?    |
| 3     | Manfred Gräber – Robert Dorfmann       | ?    |
| 4     | Almir Betemps – Osvaldo Noussan        | ?    |
| 5     | Roland Wolf – Stefan Kögler            | ?    |
| 6     | Johann Braunegger – Georg Eberharter   | ?    |
| 7     | Philippe Keck – Laurent Fesselet       | ?    |
| 8     | Roland Hürlemann – Frank Schumann      | ?    |
| 9     | Willi Danklmaier – Harald Rabitsch     | ?    |

Neun Doppelsitzer kamen in die Wertung.

## Medaillenspiegel
| Platz | Land    | Gold | Silber | Bronze | Gesamt |
| ----- | ------- | ---- | ------ | ------ | ------ |
| 1.    | Italien | 3    | 3      | 3      | 9      |